# Leptogaster gracilis
Leptogaster gracilis är en tvåvingeart som beskrevs av Friedrich Hermann Loew 1847. Leptogaster gracilis ingår i släktet Leptogaster och familjen rovflugor. Inga underarter finns listade i Catalogue of Life.